# Варгас, Джесси
Джесси Варгас англ. Jessie Vargas (10 мая 1989, Лос-Анджелес, США) — американский боксёр-профессионал, выступающий в первой полусредней (до 63,503 кг) и в полусредней (англ. Welterweight) весовых категориях. Чемпион мира по версии WBO (2016) в полусреднем весе, чемпион мира по версии WBA (2014—2015) в 1-м полусреднем весе.

## Любительская карьера
Начал заниматься боксом с 8 лет под руководством известных тренеров Роджера Мэйвезера и Корнелиуса Боза Эдвардса.
У Джесси Варгаса была успешная любительская карьера в 120 побед при 20 поражениях. Варгас был двукратный чемпион Мексики, двукратным чемпионом США среди юниоров, и был членом мексиканской олимпийской сборной.

## Профессиональная карьера
Джесси Варгас дебютировал на профессиональном ринге в сентябре 2008 года в полусредней весовой категории.
8 апреля 2011 года досрочно победил бывшего чемпиона мира, гайанца Вивана Харриса.
В сентябре 2011 года Джесси Варгас провёл бой в первом среднем весе, где спорно с трудом победил по очкам американца, Хосесито Лопеса.
16 марта 2013 года нанёс первое поражение небитому ранее австралийскому боксёру Уейлу Омотосо (23-0).
12 апреля 2014 года в Лас-Вегасе Варгас победил по очкам действующего чемпиона мира в первом полусреднем весе Хабиба Аллахвердиева и стал новым регулярным чемпионом мира по версии WBA в весовой категории до 63,503 кг.
2 августа 2014 года провёл дебютную защиту титула в бою с россиянином Антоном Новиковым. Результатом стала победа Варгаса единогласным решением судей (дважды 117—111 и 118—112).
27 июня 2015 года в бою за титул временного чемпиона мира в полусреднем весе по версии WBO против Тимоти Брэдли потерпел первое поражение в профессиональной карьере. Результатом стала победа Брэдли единогласным решением судей (112—115, 112—116, 111—117).
5 марта 2016 года в бою за вакантный титул чемпиона мира в полусреднем весе по версии WBO победил техническим нокаутом Садама Али и завоевал пояс.
5 ноября 2016 года в бою против Мэнни Пакьяо в Лас-Вегасе потерял титул чемпиона мира по версии WBO в полусреднем весе. Пакьяо с первых минут боя действовал в привычной для себя манере, работая первым номером. Во втором раунде филиппинец выбросил результативную двойку, и Варгас оказался в нокдауне. Американец быстро сумел восстановиться и продолжил поединок. Однако ничего противопоставить сопернику не сумел. На протяжении оставшихся раундов Пакьяо был предпочтительнее в атакующих и защитных действиях, и победил на картах всех трёх судей: 114:113, 118:109 — дважды.